# Laishi (departement)
Laishi is een departement in de Argentijnse provincie Formosa. Het departement (Spaans:  departamento) heeft een oppervlakte van 3.480 km² en telt 16.227 inwoners.

## Plaatsen in departement Laishi
- Banco Payaguá
- General Lucio V. Mansilla
- Herradura
- Misión San Francisco de Laishi
- Tatané
- Villa Escolar